# Meritxell Ferré
Meritxell "Txell" Ferré Gaset (Manresa, 10 de novembro de 2006) é uma nadadora artística espanhola.

## Carreira
Txell Gaset começou no Clube de Natação Manresa aos seis anos e, aos dez, ingressou no Clube de Natação Sabadell.
Em 2024 participou da Copa do Mundo de Doha e obteve bolsa no CAR de Sant Cugat, para onde viajou desde Blume. Conquistou a medalha de ouro no Campeonato Europeu de Natação de 2024, em Belgrado, na prova por equipes técnicas.
Nos Jogos Olímpicos de Verão de 2024, em Paris, conquistou a medalha de bronze na competição por equipes na natação artística, ao lado de Marina García Polo, Lilou Lluís Valette, Meritxell Mas, Alisa Ozhogina, Paula Ramírez, Iris Tió e Blanca Toledano.